# Championnat d'Équateur de football 1976
Navigation
Saison précédente Saison suivante
La saison 1976 du Championnat d'Équateur de football est la dix-huitième édition du championnat de première division en Équateur.
Dix équipes prennent part à la Série A, la première division, au sein d'une poule où elles affrontent leurs adversaires deux fois, à domicile et à l'extérieur. À la fin de cette première phase, les trois premiers du classement se qualifient pour la Liguilla, les deux derniers sont relégués et remplacés par les deux meilleurs clubs de Série B, la deuxième division équatorienne. La deuxième phase fonctionne exactement comme la première, avec les mêmes systèmes de qualification pour la Liguilla et de relégation. En fin de saison, les clubs qualifiés pour la Liguilla se disputent le titre national.
C'est le Club Deportivo El Nacional qui remporte la compétition après avoir terminé en tête de la Liguilla, avec cinq points d'avance sur le Deportivo Cuenca et Club Sport Emelec. C'est le 3e titre de champion d'Équateur de l'histoire du club.

## Première phase

### Les clubs participants
| - Club Sport Emelec - Barcelona Sporting Club - Club Deportivo El Nacional - CDU Católica del Ecuador - Club 9 de Octubre | - Audaz Octubrino - Promu de Série B - LDU Quito - Deportivo Cuenca - América de Quito - Sociedad Deportiva Aucas |

### Classement
| Rang | Équipe                     | Pts | J  | G  | N | P  | Bp | Bc | Diff |
| ---- | -------------------------- | --- | -- | -- | - | -- | -- | -- | ---- |
| 1    | Club Deportivo El Nacional | 28  | 18 | 13 | 2 | 3  | 36 | 21 | +15  |
| 2    | Club Sport Emelec          | 23  | 18 | 9  | 5 | 4  | 29 | 24 | +5   |
| 3    | Deportivo Cuenca           | 21  | 18 | 8  | 5 | 5  | 34 | 21 | +13  |
| 4    | Audaz Octubrino P          | 21  | 18 | 8  | 5 | 5  | 30 | 27 | +3   |
| 5    | LDU Quito T                | 18  | 18 | 6  | 6 | 6  | 26 | 22 | +4   |
| 6    | Barcelona Sporting Club    | 16  | 18 | 5  | 6 | 7  | 26 | 20 | +6   |
| 7    | CDU Católica del Ecuador   | 16  | 18 | 6  | 4 | 8  | 26 | 22 | +4   |
| 8    | Sociedad Deportiva Aucas   | 16  | 18 | 6  | 4 | 8  | 18 | 28 | -10  |
| 9    | América de Quito           | 12  | 18 | 4  | 4 | 10 | 23 | 36 | -13  |
| 10   | Club 9 de Octubre          | 9   | 18 | 3  | 3 | 12 | 11 | 38 | -27  |

|  | Qualification pour la Liguilla           |
|  | Relégation en Série B                    |
|  | T : Tenant du titre P : Promu de Série B |

## Seconde phase

### Les clubs participants
| - Club Sport Emelec - Barcelona Sporting Club - Club Deportivo El Nacional - CDU Católica del Ecuador - Carmen Mora - Promu de Série B | - Audaz Octubrino - LDU Quito - Deportivo Cuenca - Deportivo Quito - Promu de Série B - Sociedad Deportiva Aucas |

### Classement
| Rang | Équipe                     | Pts | J  | G  | N | P  | Bp | Bc | Diff |
| ---- | -------------------------- | --- | -- | -- | - | -- | -- | -- | ---- |
| 1    | Club Deportivo El Nacional | 23  | 18 | 10 | 3 | 5  | 35 | 19 | +16  |
| 2    | LDU Quito T                | 21  | 18 | 8  | 5 | 5  | 27 | 21 | +6   |
| 3    | Deportivo Cuenca           | 20  | 18 | 8  | 4 | 6  | 28 | 20 | +8   |
| 4    | Club Sport Emelec          | 19  | 18 | 6  | 7 | 5  | 23 | 19 | +4   |
| 5    | Sociedad Deportiva Aucas   | 19  | 18 | 7  | 5 | 6  | 22 | 27 | -5   |
| 6    | Barcelona Sporting Club    | 18  | 18 | 6  | 6 | 6  | 24 | 21 | +3   |
| 7    | Carmen Mora P              | 17  | 18 | 5  | 7 | 6  | 22 | 27 | -5   |
| 8    | CDU Católica del Ecuador   | 16  | 18 | 5  | 6 | 7  | 20 | 22 | -2   |
| 9    | Deportivo Quito P          | 16  | 18 | 5  | 6 | 7  | 18 | 26 | -8   |
| 10   | Audaz Octubrino            | 11  | 18 | 3  | 5 | 10 | 17 | 34 | -17  |

|  | Qualification pour la Liguilla           |
|  | Relégation en Série B                    |
|  | T : Tenant du titre P : Promu de Série B |

## Liguilla
À l'issue de chaque phase, les trois premiers du classement reçoivent un bonus respectif de 3, 2 et 1 point.
| Rang | Équipe                        | Pts | J | G | N | P | Bp | Bc | Diff |  | Résultats (▼ dom., ► ext.)    | ElN | Cue | Eme | LDU |
| ---- | ----------------------------- | --- | - | - | - | - | -- | -- | ---- |  | ----------------------------- | --- | --- | --- | --- |
| 1    | Club Deportivo El Nacional +6 | 14  | 6 | 3 | 2 | 1 | 8  | 6  | +2   |  | Club Deportivo El Nacional +6 |     | 2-1 | 1-1 | 2-1 |
| 2    | Deportivo Cuenca +2           | 9   | 6 | 3 | 1 | 2 | 5  | 4  | +1   |  | Deportivo Cuenca +2           | 0-0 |     | 1-0 | 2-1 |
| 3    | Club Sport Emelec +2          | 9   | 6 | 3 | 1 | 2 | 6  | 8  | -2   |  | Club Sport Emelec +2          | 3-2 | 1-0 |     | 1-0 |
| 4    | LDU Quito 'T' +2              | 4   | 6 | 1 | 0 | 5 | 6  | 7  | -1   |  | LDU Quito 'T' +2              | 0-1 | 0-1 | 4-0 |     |

|  | Qualification pour la Copa Libertadores 1977 |
|  | T : Tenant du titre                          |

### Barrage pour la Copa Libertadores
ex æquo à l'issue de la Liguilla, Deportivo Cuenca et Club Sport Emelec disputent un barrage pour déterminer le deuxième club qualifié pour la prochaine édition de la Copa Libertadores
| Équipe 1         | Résultat | Équipe 2          | Aller | Retour |
| ---------------- | -------- | ----------------- | ----- | ------ |
| Deportivo Cuenca | 2 - 0    | Club Sport Emelec | 2 - 0 | 0 - 0  |

## Bilan de la saison
| Championnat d'Équateur de football 1976 |                                       |
| Champion                                | Club Deportivo El Nacional (3e titre) |
| Qualifications continentales            |                                       |
| Copa Libertadores 1977                  | Club Deportivo El Nacional            |
| Copa Libertadores 1977                  | Deportivo Cuenca                      |
| Promotions et relégations               |                                       |
| Promus en Série A                       | LDU Portoviejo América de Quito       |
| Relégués en Série B                     | Deportivo Quito Audaz Octubrino       |